# Elisa Barnard
Elisa Barnard, född 27 maj 1993, är en australisk bågskytt. Hon deltog vid olympiska sommarspelen 2012.